# Sclerophaedon orbicularis
Sclerophaedon orbicularis – gatunek chrząszcza z rodziny stonkowatych i podrodziny Chrysomelinae.
Gatunek ten opisany został po raz pierwszy w 1851 roku przez C.W.L. Eduarda Suffriana pod nazwą Chrysomela orbicularis.
Chrząszcz o krępym, w zarysie krótko-owalnym ciele długości od 3 do 4,2 mm. Ubarwienie ma zwykle czarnomosiężne, rzadziej miedziane lub czarniawe, zawsze z żółtobrunatnymi, czasem miejscami przyczernionymi czułkami i odnóżami. Czułki słabo grubieją ku wierzchołkom. Przedplecze jest trzykrotnie szersze niż długie, znacznie krótsze niż u innych europejskich przedstawicieli rodzaju. Stopy cechują się bardzo płytkim wcięciem na szczycie członu trzeciego. Genitalia samca cechują się prostej budowy płytką grzbietową oraz stosunkowo smukłym prąciem z niemal równomiernie zaokrąglonym wierzchołkiem.
Owad górski, zasiedlający mokradła i brzegi potoków. Aktywny od wiosny do jesieni. Zarówno osobniki dorosłe, jak i larwy są fitofagami żerującymi na gwiazdnicy gajowej, kościenicy wodnej i różnych gatunkach jaskrów.
Gatunek palearktyczny, europejski. W Niemczech rozmieszczony jest od Alp po Turyngię na północy. W Europie Środkowej zamieszkuje Alpy, Sudety i Karpaty. Na południe sięga do środkowych Włoch i Gór Dynarskich. W Polsce stwierdzony dwukrotnie – w drugiej połowie XIX wieku w okolicy Żywca i na początku XX wieku w okolicy Cieszyna.